# Gommern
Gommern (pronunciación en alemán: /ˈɡɔmɐn/ⓘ) es un municipio situado en el distrito de Jerichower Land, en el estado federado de Sajonia-Anhalt (Alemania), a una altitud de 54 metros. Su población a finales de 2015 era de unos 10 500 habitantes y su densidad poblacional, 66 hab/km².